# 梶田拓希
梶田 拓希（かじた ひろき、2002年〈平成14年〉5月17日 - ）は、日本の俳優。静岡県出身。エーライツ所属。愛称は、「梶田くん」「拓希くん」「ひろき」「ぴろき」｢かじぴろ｣

## 略歴
2021年、GYAO!及びTBS系列で放送・配信されたサバイバルオーディション番組『PRODUCE 101 JAPAN SEASON2』に参加。
2023年、ミュージカル『新テニスの王子様』The Third Stageに柳蓮二役で出演。
2024年5月17日OFFICIAL SITEと公式FCを開設。同年6月、『悪魔執事と黒い猫』にフェネス・オズワルド役で出演。8月、『夢職人と忘れじの黒い妖精』にユミル 役で出演。10月6日自身初のファンミーティング『梶田拓希 FAN MEETING Vol.1』を開催。
2024年、SASUKE第42回大会にて2ndステージ進出。
2025年、舞台『刀剣乱舞』士伝 真贋見極める眼に小竜景光役で出演する。

## 人物
趣味はゲーム・アニメ鑑賞・バスケットボール、特技はサッカー・水泳・ダンス・手押し相撲。

## 出演

### 舞台
2023年
- ミュージカル『新テニスの王子様』 - 柳蓮二 役
  - The Third Stage（10月 - 11月）
  - テニミュ秋の合同大運動会2023（11月）

2024年
- Butlers' 歌劇『悪魔執事と黒い猫』〜薔薇薫る舞踏会編〜（6月） - フェネス・オズワルド 役
- 夢職人と忘れじの黒い妖精（8月） - ユミル 役
- あくたーず☆りーぐ さんにんのおうさまのおはなし（11月） - ぼーいず 役

2025年
- 『Dancing☆Starプリキュア』The Stage2（2月 - 3月） - 音切 眠 役
- マーダーミステリーシアター『殺意の代償』（3月）
- 『ワールドトリガー the Stage』B級ランク戦最終決戦編（2025年4月 - 5月） - 辻󠄀新之助 役
- 舞台『刀剣乱舞』士伝 真贋見極める眼（7月 - 8月） - 小竜景光 役
- 舞台『ジョーカー・ゲームIII』（11月） - 甘利 役
- 『Dancing☆Starプリキュア』The Stage3（12月〈予定〉） - 音切眠 役